# Cerro de San Francisco, delstaten Mexiko
Cerro de San Francisco är en ort i Mexiko, tillhörande kommunen Huixquilucan i delstaten Mexiko. Cerro de San Francisco ligger i den centrala delen av landet och tillhör Mexico Citys storstadsområde. Orten hade 1 518 invånare vid folkmätningen 2010.